# 楊善
杨善（14世纪—1458年），字思敬，北直隸大兴县（今北京市）人，明朝禮部尚書，有善辩之才。曾不理明景帝敕命，以自己的口才說服了瓦剌太師也先，迎回了被俘虜的明英宗。又在明英宗回國一段時間之後參與了奪門之變，復辟了被軟禁的明英宗，贈興濟侯，謚忠敏。

## 生平
其先祖自太原至燕京，故成為燕京人，秀才出身，跟随燕王朱棣，担任礼官，身材高大，儀表堂堂，聲音洪亮，擅長雄辩，巧舌如簧。但內心詭詐，常有妙計。
朱棣發動靖難之變而稱帝，建元永樂，是為明成祖。永樂元年（1403年），楊善改鴻臚寺序班，後下獄。方孝孺被成祖所殺時，楊善與獄友章樸成為好友，並暗中檢舉章樸私藏方孝孺文集，不願銷毀，章樸因此被處死，而楊善得以復官。后累進右鴻臚寺丞。
1424年明仁宗繼位，楊善升為鴻臚卿。宣德六年（1431年），楊善曾被彈劾下獄。
正統六年（1441年），兒子杨容詐作中官書，被發覺，謫戍威遠衛，楊善則沒有被追究。之後，升爲禮部左侍郎，仍視鴻臚事。正統十四年（1449年），跟隨明英宗北伐，在土木堡之變後逃回燕京。也先圍攻順天府時，他擔任左副都御史，與都督王通提督京城守備。北京保衛戰結束后，進右都御史，仍然掌管鴻臚寺事。英宗被瓦剌太師也先俘虜後，于謙等人擁立了景帝，尊英宗為太上皇。
景泰元年，群臣在朝房相賀新年，唯獨杨善落淚道：「太上皇在甚麼地方？而我們居然自顧自地賀年啊！」群臣慚愧，紛紛停止慶賀。同年夏，李實、羅綺出使瓦剌，商議罷兵事情，他們尚未歸來時，也先使者已經到達，并稱朝廷遣使到阿剌知院，而不遣大臣報可汗及太師，事必不濟。吏部尚書王直進言請求派遣使者同行，明景帝命李實還議，當時李實剛至，於是改命楊善與工部侍郎赵荣率随行人员，攜帶金銀書幣出使瓦剌。
明景帝本无意迎接明英宗歸國，所以當時廷臣胡濙等人紛紛進言，請購買衣服等物給被俘的明英宗，明景帝均不予批准。當時也先欲歸還明英宗，但明景帝書寫的敕書中卻無奉迎語，而自賫賜也先的東西外，別無他物。楊善因此拿出家財，在集市上購買一些所需品，一同帶在路上。在抵達后，蒙古館伴與其對飲，問他：「當時土木堡之變時，你們部隊為何戰敗？」楊善對故意謊稱道：「當時軍隊主力均在南征，而王司禮邀明英宗到其故里，不是為戰備而出，所以被你們戰勝。現在南征的將士均歸還，有二十萬部隊。其中又募集官員及有將能者，有三十萬。并悉數教導神槍火器藥弩，都能在百步外射穿人馬腹。又採用策士進言，在邊界等要害地點，藏三尺鐵椎，只要馬蹄越過均被刺穿。同時派遣大量刺客，夜度到你們營幕中。”蒙古館伴聽後色變。楊善接著說：「可惜了，以後這些都用不上了。」問道：「爲什麽？」楊善回答：「和議成了后，我們就相好若兄弟了，還需要這些做什麽？」之後贈送其賫。蒙古人大喜，把這些話都傳給也先。
次日，杨善拜見也先，亦大贈禮物，也先表示高興。楊善先詰問道：「正統年間，太師您派遣貢使必有三千人，每年我們必定再次致贈金錢，滿滿路上都是，怎麼會違背盟約，發動攻擊，為甚麼呢？」也先答道：「因為你們削減我馬價，給予的絲帛多被剪裂，此前派遣的人都不能回來，又減少歲賜。」楊善稱：「并沒有削減。太師您的馬年齡增加，價格已經貶值，但我們不忍拒絕，只好稍微降低收價。而絲帛剪裂的事情，是通事所為，我們發現事情后，他們都被誅殺了。這就跟太師貢馬有劣弱，貂皮都破了，肯定是下面人操作，怎麼會是您的意思呢？況且使者每次來朝多至三四千人，其中又一些做強盜或者違法的事情，回國可能會被您處罰，所以都自己逃亡了。而貢使受宴賜的，上面报的人数都有虚数，朝廷核实后均给予，减去的只是虚数，如果有人在，那肯定不会减去的。」也先听后连连称是。杨善再称：「太师您再次攻打我们，屠杀数十万人，太师您的部下也死伤不少。上天有好生之德，太師卻喜歡殺人，所以现在數次打雷，作為警報。现在把我们太上皇釋放了，和好如故，中國的金錢也會按日到達，兩國都很快樂，不是很美好麼？」也先说：「那你们的敕書上，为何没有奉迎太上皇的言詞？」杨善称：「这是为了成全您的美名，让您自己去做啊。如果我们写到敕書，那会被视为太师您迫于朝廷之命，非太師誠心啊。」也先听后大喜，问：「太上皇回國，還能再當上天子麼？」杨善答：「天子的帝位已定，很難再移。」也先曰：「那堯、舜禪讓怎麼說呢？」杨善答：「古代堯讓舜，今日兄讓弟，正是相同啊。」此时，瓦剌平章昂克問杨善：「为何不用重寶來贖回你们太上皇？」杨善称：「如果拿来物品交换，人们都说太师您太圖利了。这次故意不带来，是想证明太師您仁義，是好男子，将会垂史策，頌揚萬世。」也先听后笑稱善。随后，知院伯顏帖木兒劝也先留下使者，遣使要上皇復位。也先则害怕失信，认为不可，竟许杨善奉太上皇歸國。如此，杨善最後在没有圣旨的情况下迎回了明英宗。
当时举朝上下均稱讚杨善立奇功，而明景帝非常不滿，認為自己的帝位會受威脅，「以其并非初遣旨」，并未重赏。之后升迁为左都御史。景泰三年，加太子太保，景泰六年，乞致仕，后詔不許。天顺元年，石亨、曹吉祥发动奪門之變，楊善因參與謀劃，封奉天翊衛推誠宣力武臣、特進光祿大夫、柱國、興濟伯，歲祿千二百石，賜世券，掌左軍都督府事。尚書胡濙頌善迎駕功，命兼禮部尚書。天順二年（1458年）去世，贈興濟侯，謚忠敏。